# James Earl Jones

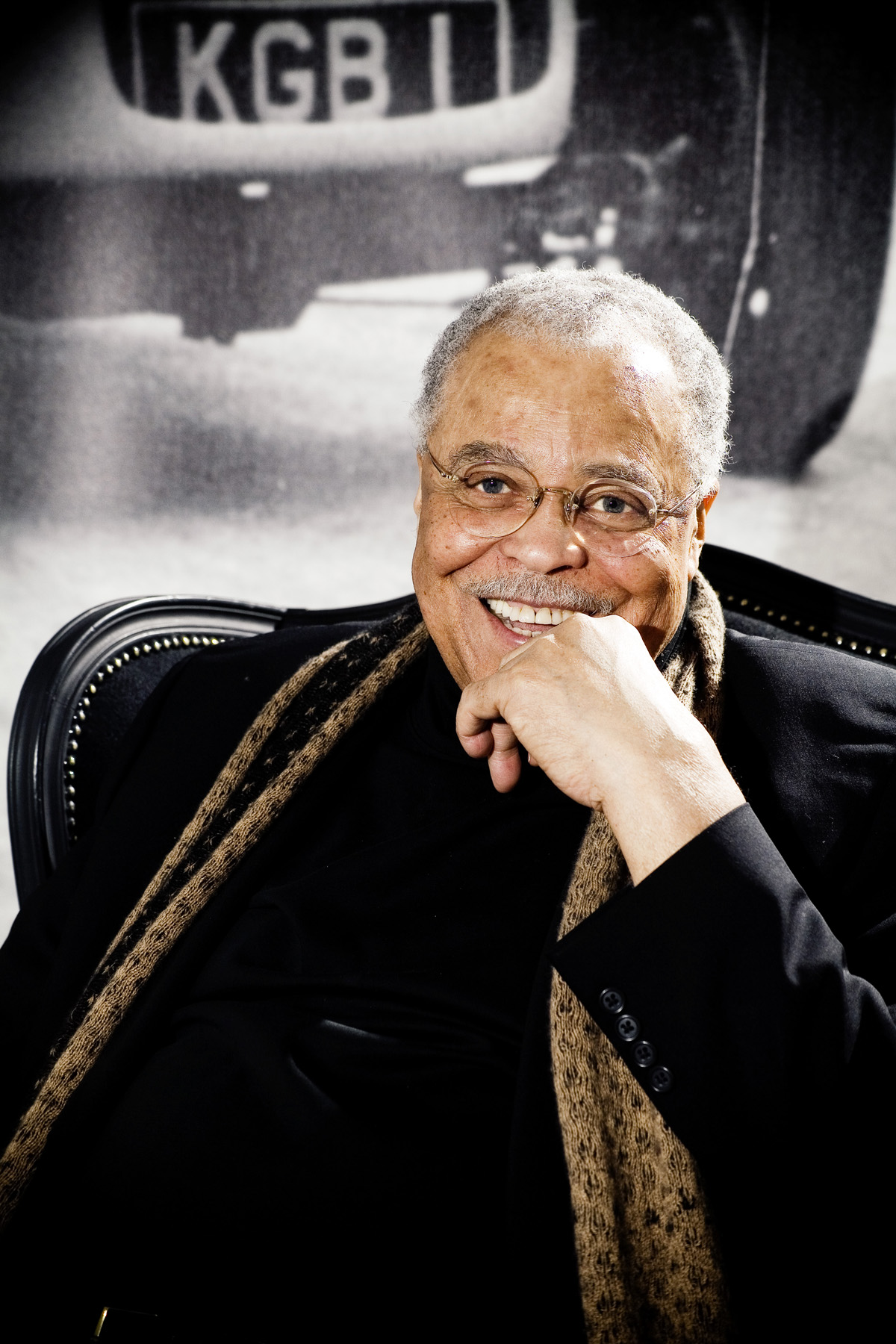
James Earl Jones

James Earl Jones (n. 17 ianuarie 1931, Arkabutla⁠(d), Comitatul Tate, Mississippi, SUA – d. 9 septembrie 2024, Pawling⁠(d), New York, SUA) a fost un actor american de teatru și film, bine cunoscut pentru vocea sa de bas. A fost unul dintre artiștii care au câștigat în carieră toate cele patru premii majore pentru interpretare: Oscar, Emmy, Grammy și Tony.
Este cunoscut ca vocea lui Darth Vader în franciza Războiul stelelor și vocea personajului Mufasa din Regele Leu. Nominalizat la Premiul Oscar pentru cel mai bun actor pentru rolul din filmul The Great White Hope (1970), James Earl Jones a primit în 2011 Premiul Oscar pentru întreaga carieră.

## Filmografie selectivă
- 1967 Comedianții (The Comedians), regia Peter Glenville
- 1970 Marea speranță albă (The Great White Hope), regia Martin Ritt
- 1977 Războiul stelelor, regia George Lucas
- 1980 Imperiul contraatacă, regia Irvin Kershner
- 1983 Întoarcerea lui Jedi, regia Richard Marquand
- 1985 La marginea orașului (City Limits), regia Aaron Lipstadt
- 1990 Vânătoarea lui Octombrie Roșu, regia John McTiernan
- 1994 Un polițist cu explozie întârziată 33 1/3, regia Peter Segal